# Nalatenschap (algemeen)
Een nalatenschap is dat wat iemand na zijn overlijden nalaat. Dat kunnen zowel "objecten" zijn zoals landerijen, opstallen of meubels zijn, als "ideeën" als muziek, beeldende kunst, literatuur of essays. Het begrip wordt zowel juridisch, als overdrachtelijk gebruikt.

## Juridisch
Gaat de eigendom hiervan over naar een (rechts)persoon, dan spreekt men doorgaans van erfenis. Afhankelijk van het rechtssysteem gaat men er verschillend mee om. Zie wat dat betreft:
- Nalatenschap, situatie volgens Belgisch recht
- Nalatenschap, situatie volgens Nederlands recht

## Overdrachtelijk
Het begrip nalatenschap wordt ook overdrachtelijk gebruikt. Zo spreekt men over de nalatenschap van Beethoven, waarbij men al zijn composities bedoelt.
Andere voorbeelden:
- de nalatenschap van Marx: het communisme
- de nalatenschap van Napoleon: de burgerlijke wetgeving (Code civil)